# 木島洋嗣
木島 洋嗣（きじま ひろつぐ 1975年 - ）は、日本の実業家。

## 概要
東京都出身。桜美林高等学校、上智大学経済学部卒業。同大学のソフィア会で寄附講座を行ったことがある。大学卒業後、アメリカ合衆国のNPO法人での勤務、国際連合本部の政府間交渉の仕事に携わる。帰国後にリクルートに入社、地域活性事業部やキャリア事業開発室やワークス研究所などで勤務。地域に関する政策の立案や、新卒採用や人材育成などの研究開発にも関わる。2004年に独立し、2009年シンガポールに移住。
2015年5月17日に行われた大阪都構想の選挙では賛否の議論は社会福祉が中心であったが、異なる視点から議論を呼びかけていた。大阪都構想には賛成の立場だった。